# 경주 남산 창림사지 삼층석탑
경주 남산 창림사지 삼층석탑(慶州 南山 昌林寺址 三層石塔)은 대한민국 경상북도 경주시 배동, 남산에 있는 신라의 탑이다. 2015년 3월 9일 대한민국의 보물 제1867호로 지정되었다.

## 개요
삼층석탑이 자리하고 있는 창림사지는 발굴조사를 통하여 경주 불국사 등 통일신라시대 가람에서 나타나는 층(공간)별 독립된 공간이 창림사에서 확인된 바 있으며 확장과정에서 새로 추가된 영역에 팔부신중을 조각한 석탑, 즉 삼층석탑이 조성 됐다는 점 등을 확인할 수 있다.
탑의 조성시기는 사리공 속에서 발견된 ´무구정탑원기´와 ´무구정광대다라니´를 당시 이곳을 찾았던 추사 김정희가 모사하여 두었는데 그 속에 이 무구정탑의 조성에 관한 사실이 기록되어 있었기 때문에 신라 문성왕(844년)때로 추정하고 있으나 현재 이 기록에 대하여서는 다소 이견들이 있다.
석탑은 2중기단을 조성한 후 3개층 탑신부를 얹은 전형적인 신라 3층석탑의 모습이다. 기단부의 구성은 상, 하 2중으로 구성되어 있으며 하부는 통돌에 하대면석과 지석으로 구분하여 치석하였고 면석에 각 돌마다 3개의 탱주를 두었다. 탱주의 개수는 석탑 변천의 가장 가시적인 지표로 통일신라 초기(600년대 말)로 석탑의 조성시기를 찾을 수 있는 중요한 단서를 제공하고 있다. 그리고 10개의 석재로 구성된 탑의 하층기단부의 구성은 비슷한 시기에 8개의 석재로 조성된 《황복사탑》이나 《장항리탑》보다 고식에 가깝다는 견해가 있다.
특히 상부기단 면석에는 8부신중상을 양각하고 1구의 탱주를 두어 매우 화려한 모습을 보여주고 있다. 그러나 현재는 남면 1구, 서면 2구, 북면 1구만 남아있고 그 외 면석은 신재로 교체되어 원래의 모습을 보여주지 못하고 있다.
창림사 탑 팔부신중 조각은 규모와 완성도면에서 그 가치가 매우 높게 평가되고 있다. 우리나라 석탑 가운데 팔부신중상이 조각된 예는 《안동 법흥사지 전탑》, 《화엄사 사사자탑》, 《인용사지탑》, 《진전사탑》 등과 인왕상이 조각된 《장항리사지탑》, 십이지신과 사천왕상이 조각된 《원원사지탑》 등과 조각수법을 비교해 볼 때도 기량 면에서 결코 뒤지지 않는 사례로 인정받고 있다.
창림사지 삼층석탑은 1976년 복원을 거치며 2, 3층 탑신과 상층 팔부신중상 중 4매, 기단석재 일부가 신재로 교체되고 상륜부가 없어 탑의 원형이 많은 부분 훼손된 상태이나, 창림사지는 신라사에 중요한 위치를 차지하고 있으며 사지발굴을 통하여 석탑의 위치도 확인된 바 있고 경주 남산에 보존되고 있는 석탑 가운데 규모가 가장 크고 화려하다.
또한 원형을 유지하고 있는 부재를 중심으로 탑의 조성수법을 살펴보면 탑의 규모, 기단부의 구성과 상층기단부면석의 팔부신중상의 조각수법 등에서 신라석탑 조형의 흐름을 살필 수 있는 귀중한 자료로 판단되어 보물로 지정 보존하는 것이 타당할 것으로 사료된다.

## 같이 보기
- 안동 법흥사지 칠층전탑 - 국보 제16호
- 구례 화엄사 사사자삼층석탑 - 국보 제35호
- 경주 황복사지 삼층석탑 - 국보 제37호
- 양양 진전사지 삼층석탑 - 국보 제122호
- 경주 장항리 서 오층석탑 - 국보 제236호
- 경주 원원사지 동·서 삼층석탑 - 보물 제1429호
- 경주 남산 일원 - 사적 제311호

## 참고 자료
- 경주 남산 창림사지 삼층석탑 - 국가유산청 국가유산포털